# Telipogon butcheri
Telipogon butcheri är en orkidéart som beskrevs av Dodson och Rodrigo Escobar. Telipogon butcheri ingår i släktet Telipogon och familjen orkidéer.
Artens utbredningsområde är Panamá. Inga underarter finns listade i Catalogue of Life.